# Emil Berg (Politiker, 1887)
Emil Daniel Berg (* 6. März 1887 in Kaiserslautern; † nach 1943) war ein deutscher Politiker (DNVP) und Mitglied des Landtages des Freistaates Sachsen.

## Leben
Er war der Sohn des Küfermeisters Daniel Berg und dessen Ehefrau Katharina geborene Franck. Nach dem Besuch der Realschule schlug er eine kaufmännische Ausbildung ein und ging an die Kaufmännische Fortbildungsschule in Kaiserslautern. Nachdem er eine gewisse Zeit als Lehrling und Gehilfe in einer Handlungs-Aufkunftei tätig war, siedelte er im Jahre 1910 in die Messestadt Leipzig über, wo er fortan wirkte. Hier wurde er 1911 Geschäftsführer vom Wirtschafts- und Arbeitgeberverband. Als Syndikus übernahm er zum 1. Mai 1914 die Geschäftsführung des Verbandes der Aussteller auf der Leipziger Engrosmesse.
Daneben war er von 1923 bis 1927 als Prokurist in der Leipziger Firma Wilhelm Felsche tätig. 
Emil Berg war Volkwirt R.D.V. (= Reichsverband der Deutschen Volkswirte).
Emil Berg zog nach erfolgreicher Wahl am 1. Dezember 1922 für die DNVP in den Sächsischen Landtag in der Weimarer Republik (2. Wahlperiode) und am 25. November 1926 für die gleiche Partei in der 3. Wahlperiode in den Sächsischen Landtag ein. Er legte vorfristig am 6. November 1928 sein Landtagsmandat nieder. Kurz zuvor war sein Buch Des deutschen Volkes Schicksalsweg. Diktatur oder Untergang erschienen, das als Volksbuch umworben wurde, das in keinem Haushalt fehlen sollte. Darin geißelt der Verfasser die unhaltbar gewordenen neuzeitlichen Zustände, die in knapp 10 Jahren aus dem ehemaligen großen Vaterlande ein Staatsgebilde geschaffen haben, wo das Fortwursteln Mode ist und das Verantwortungsbewustsein des Einzelmenschen verloren gegangen ist. [...] Das Werk gleicht einer erlösenden Tat, wenn Führer und Volk die darin festgelegten Anregungen beherzigen und schnellsten in die Tat umsetzen.
In Leipzig wohnte er in Gohlis, Platnerstraße 3, später Emilienstraße 20 und Kaiser-Maximilian-Straße 23. Ab 1938 ist Berg im Leipziger Adreßbuch als Buchdruckereibesitzer aufgeführt.

## Schriften (Auswahl)
- Des deutschen Volkes Schicksalsweg. Diktatur oder Untergang. Otto Hillmann, Leipzig 1928.